# همچون برگ‌ها
همچون برگ‌ها (انگلیسی: Come le foglie) یک فیلم درام ایتالیایی به کارگردانی ماریو کامرینی است که در سال ۱۹۳۵ منتشر شد.

## بازیگران
- ایسا میراندا
- میمی آیلمر
- نینو بزوتسی
- آکیله مایرونی
- رومولو کوستا
- آمینا پیرانی ماجی
- ماریا یاکوبینی
- ارنستو ساباتینی
- چزاره بتارینی
- میکله ریکاردینی